# Bimola Kumari
Sarungbam Bimola Kumari Devi (Manipur), es una médica y funcionaria india.

## Biografía
Es la directora médica de la región occidental de Imphal en el estado indio de Manipur. Ha sido funcionaria en el estado de Manipur desde 1979, principalmente trabajando en las áreas rurales y ha dirigido la oficina de seguridad alimentaria durante dos visitas de Narendra Modi. Fue honrada por el Gobierno de la India con el Premio Padma Shri en 2015, el cuarto premio civil indio de categoría más alta.